# San Lucas Ojitlán
San Lucas Ojitlán (Ojite en chinanteco) es una localidad de etnia chinanteca perteneciente al Distrito de Tuxtepec, en la región del Papaloapan del estado de Oaxaca, México. Limita al norte con el municipio de San Miguel Soyaltepec, al sur con los municipios de Santa María Jacatepec, San Juan Bautista Valle Nacional y San Felipe Usila, al este con el municipio de San Juan Bautista Tuxtepec y San José Chiltepec y al oeste con el municipio de San Felipe Jalapa de Díaz.
Ubicado en el corazón de la Chinantla, posee 15,784 personas hablan el chinanteco, que representa el 79.4% de los habitantes, por lo que se considera el municipio más representativo de este pueblo; tiene una extensión de 595.81 km², que representa el 0.6247% del total estatal y se cuenta con una población de 19,871 habitantes, según el II Conteo de Población y Vivienda INEGI, 2005.

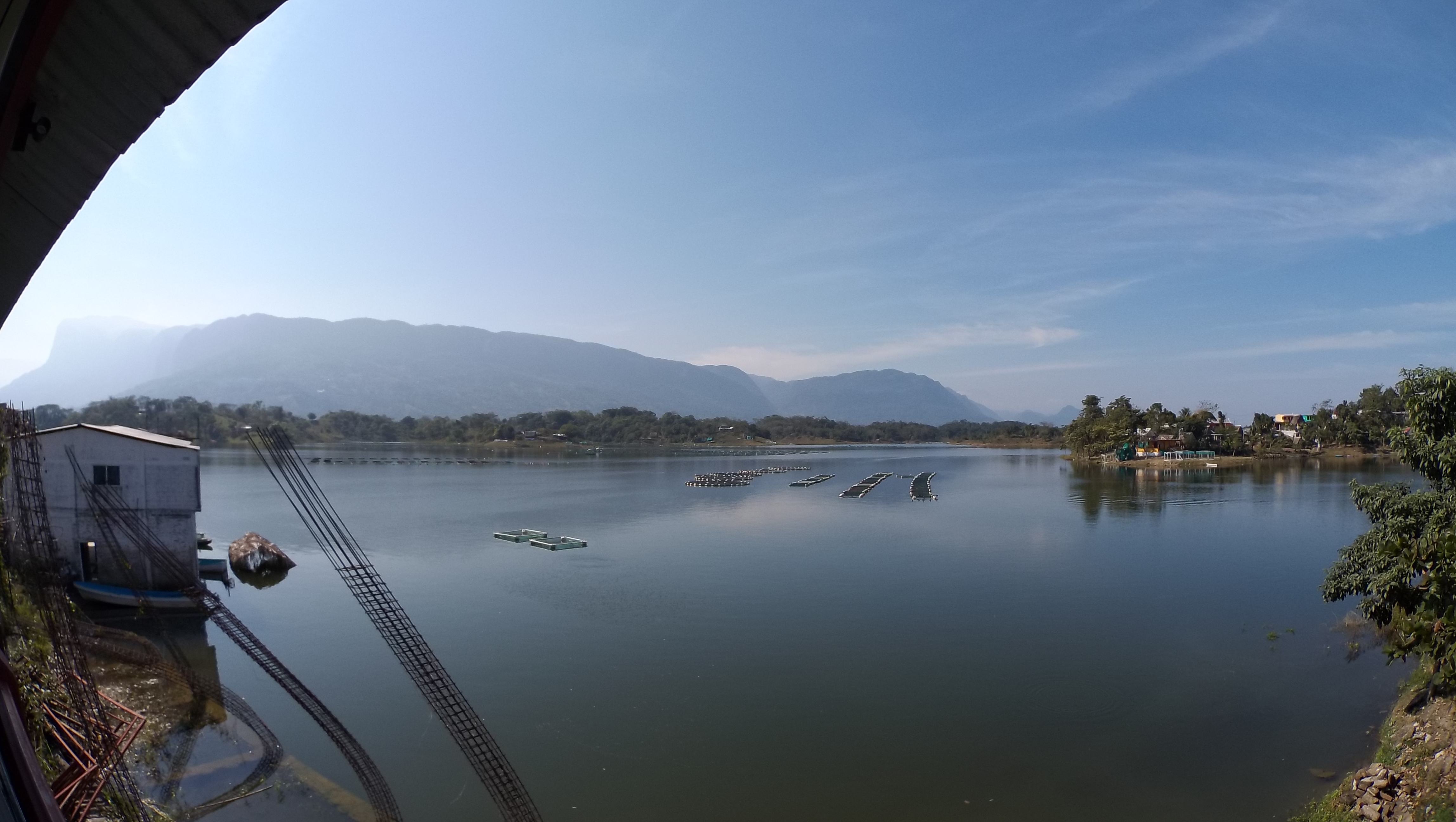
Presa Miguel Alemán

El pueblo es famoso en la historia de México por ser el sitio en donde se estructuró y firmó el llamado Plan de Tuxtepec.
En la actualidad se destaca por encontrarse entre las dos presas: Miguel de la Madrid y Miguel Alemán. Por ello es un lugar muy pintoresco digno de visitarse. Sus trajes regionales han traspasado fronteras, por la calidad de su hechura y los colores llamativos que lo hacen lucir: los huipiles de gala, de media gala y de tercera, su gastronomía típica de la región, las mojarras fritas o empapeladas al acuyo, barbacoa en caldo de "paisano", tortillas de maíz hechas a mano, de beber el refrescante y exquisito "popo", dulce de mamey

## Toponimia
La palabra Ojitlán proviene del náhuatl Ojitlān; formando de las voces Ojite y la terminación Tlān, lugar; por lo que se traduce "lugar de los Ojites". En la lengua ojiteca], que es un dialecto del chinanteco, conocido también como Chinanteco de Ojitlán, Ojitlan se traduce como "Pueblo o Tierra Caliente".
donde se hace referencia específica es en su vestuario o más bien su traje típico que son los huipiles por lo cual se lucen por ser propios y demostrativos de la Chinantla.